# Schlacht bei Agridi
Die Schlacht bei Agridi war ein militärischer Zusammenstoß im mittelalterlichen Kreuzfahrerkönigreich Zypern, die im Rahmen des sogenannten Lombardenkriegs einen Machtkampf zwischen dem einheimischen Feudaladel unter der Führung des Hauses Ibelin und den Statthaltern Kaiser Friedrichs II. entschied. Sie fand am 15. Juni 1232 bei dem Ort Agridi statt, dem heutigen Agirta (türkisch Ağırdağ), de jure gelegen im Bezirk Kyrenia der Republik Zypern. Der Ort befindet sich de facto in der international nicht anerkannten Türkischen Republik Nordzypern und gehört zu deren Distrikt Girne.
Agridi war die größte Schlacht der gesamten Kreuzzugsgeschichte Outremers, in der sich Christen untereinander gegenüberstanden.

## Hintergrund
Seit 1229 befand sich der etablierte Feudaladel der im Zuge der Kreuzzüge entstandenen Königreiche Jerusalem und Zypern in einem Bürgerkrieg gegen die regierenden Statthalter Kaiser Friedrichs II., der in beiden Königreichen die Herrschergewalten beanspruchte. In Jerusalem als Vater des rechtmäßigen aber unmündigen Königs Konrad II. und in Zypern als Lehnsherr des ebenfalls unmündigen Königs Heinrich I. Die mächtigen in den Haute Cours versammelten Barone der Königreiche nahmen allerdings die Regierung in die eigene Hand und ernannten aus ihren Reihen die Regenten für ihre unmündigen Könige. Auf Zypern war es der einflussreiche und unter seinen Standesgenossen hoch angesehene Baron Johann von Ibelin, genannt „der alte Herr“, der als Herr von Beirut auch einer der wichtigsten Barone des Königreichs Jerusalem war und eine hohe Autorität unter seinen Standesgenossen besaß.
Als der Kaiser persönlich während seines Kreuzzuges im Jahr 1228 in der Levante erschien, erzwang er die Ablösung der Regierungen der Barone und setzte stattdessen eigene Gefolgsmänner als Statthalter sowohl in Zypern wie auch in Jerusalem ein. Die in Outremer üblichen Rechtsgewohnheiten ignorierte er dabei, womit er die Barone gegen sich aufbrachte. Aber erst nachdem der Kaiser im Frühjahr 1229 wieder nach Italien abgereist war, erhoben sich die Barone Outremers gegen die zurückgebliebenen kaiserlichen Statthalter. Bis zum Sommer 1230 gelang es dem alten Ibelin die Kaiserlichen von Zypern zu vertreiben, der junge König Heinrich I. und der Haute Cour erkannten ihn sofort wieder als Regenten des Landes an. Anschließend setzte die zyprische Ritterschaft auf das Festland über, um dort den Kampf weiter zu führen. Gegen den 1231 eingetroffenen Statthalter Richard Filangieri mussten die Barone im Mai 1232 bei Casal Imbert eine Niederlage hinnehmen. Filangieri setzte nun mit seinen Truppen nach Zypern über, wo ihm die schnelle Einnahme aller wichtigen Plätze der Insel gelang. Lediglich die Burg Dieu d’Amour leistete den Kaiserlichen erfolgreich Widerstand, befehligt von den zwei Schwestern des Königs.
Um den drohenden Verlust Zyperns abzuwenden, gingen die Ibelins mit 233 Rittern am 30. März 1232 in Akkon auf genuesischen Schiffen in See. In Sidon nahmen sie noch den ältesten Sohn des alten Ibelin, Balian, auf und wandten sich dann nach Zypern. In einem Nachtangriff gelang es den zahlenmäßig unterlegenen Ibelins am 6. Juni den Hafen von Famagusta einzunehmen, den Filangieri mit 2000 Mann nicht verteidigen konnte. Die Kaiserlichen zogen sich zunächst nach Nikosia zurück, mussten dort aber aufgrund der Feindschaft der Bevölkerung bald wieder abziehen und die Ibelins in die Stadt einziehen lassen. Filangieri wandte sich mit seinen Kräften gegen Dieu d’Amour um deren Belagerung voranzutreiben. Nachdem sich die zyprischen Truppen erholt hatten, begannen sie ihrerseits den Marsch nach Dieu d’Amour, um die Burg zu entsetzen.

## Die Schlacht
Der alte Ibelin rückte mit seinem vergleichsweise kleinen Heer am 15. Juni 1232 dem Feind entgegen. Filangieri und seine Anhänger waren nicht nur an Truppen überlegen, sie befanden sich zudem in einer geographisch vorteilhaften Position, da sie bei Agridi eine wichtige Anhöhe besetzt hielten, über die Dieu d’Amour zu erreichen war. Filangieri stellte zwei Kontingente seines Heeres unter dem Befehl der Brüder Walter und Berard von Manupello ab, die den Feind am Pass von Agridi abfangen sollten, während er selbst die Belagerung der Burg fortsetzen wollte.
Vor dem Pass ließ Johann der Alte von Ibelin seine Truppen Aufstellung beziehen. Sein ältester Sohn Balian wünschte die Vorhut anzuführen, aber sein Vater wies dieses Ansinnen zurück, da Balian aufgrund eines kanonisch unrechtmäßigen Verlöbnisses mit einer Cousine exkommuniziert war, die übrigens von der nahen Burg Buffavento aus das Geschehen verfolgen konnte. Die Vorhut wurde stattdessen dem drittältesten Hugo und dem Schwiegersohn Anseau de Brie anvertraut. Das Kommando über die zweite Reihe übernahm Balduin, die dritte Reihe Johann von Caesarea. Der alte Ibelin selbst führte mit dem jungen König die Nachhut. Eine große Zahl der zyprischen Ritter musste zu Fuß kämpfen, da es ihnen vor allem an Pferden mangelte. Dies sollte ihnen allerdings einen Vorteil einbringen, da der felsige unebene Boden für den Einsatz von Pferden nicht geeignet war.
Dessen ungeachtet unternahm Walter von Manupello mit seinem Bataillon die erste Reiterattacke gegen die Zyprer, die er in ihrer Flanke angriff. Er hoffte so deren Reihen zersprengen zu können, aber die Zyprer hielten ihre Position dank einer von Ibelin streng ausgegebenen Disziplin und Geschlossenheit. Walter von Manupello zog sich daraufhin mit seinen Männern zurück, worauf nun Berard von Manupello mit seinem Kontingent zu einem Frontalangriff auf die Vorhut der Zyprer anritt. Auch er scheiterte beim Versuch des Durchbruchs und verfing sich stattdessen in Nahkämpfe. Da sich die Pferde der Kaiserlichen unter der schweren Rüstung ihrer Reiter und dem hügeligen Gelände schnell erschöpften, gelang es den zu Fuß kämpfenden Zyprer vergleichsweise einfach sie von den Pferden zu stoßen. Anseau de Brie tötete schließlich Berard von Manupello eigenhändig.
Nachdem Filangieri von dem negativen Schlachtverlauf erfahren hatte, zog er ein weiteres Kontingent von der Belagerung ab, um dieses persönlich gegen den Feind zu führen. Während er ihnen entgegen zog, nutzte dies Balian von Ibelin, um sich entgegen dem Willen seines Vaters mit einer Handvoll Rittern aus der Formation abzusetzen und das unbewachte Feldlager der Kaiserlichen anzugreifen. Filangieri erkannte die Gefahr und brach seine Attacke auf das gegnerische Heer ab, um sein Lager zu verteidigen, wodurch sich nun Balian in einer unvorteilhaften Position wieder fand, da er mit seinen wenigen Rittern dem Gegner deutlich unterlegen war. Der alte Ibelin reagierte auf die Bedrohung seines Sohnes, indem er ihm mit der gesamten Nachhut zu Hilfe eilte. Davon offenbar tief beeindruckt und angesichts der offensichtlichen Weigerung Walters von Manupello wieder in den Kampf einzugreifen, entschied sich Filangieri zu flüchten.
Damit wurde der Sieg der Zyprer besiegelt, denn auch die restlichen Belagerer von Dieu d’Amour folgten ihrem flüchtenden Anführer. Sie verschanzten sich in der Burg von Kyrenia. Walter von Manupello floh nach Gastria, wo ihm aber die dort herrschenden Templer den Zutritt verwehrten. Der ihn verfolgende Johann von Ibelin-Jaffa nahm ihn schließlich gefangen.

## Folgen
Für die Zyprer stellte der Sieg bei Agridi die entscheidende Wende ihm Kampf gegen die Kaiserlichen dar. Nach der Schlacht konnte die Herrschaft Heinrichs I. und seiner Barone auf der gesamten Insel wiederhergestellt werden, bis auf die Burg Kyrenia in die sich Filangieri gerettet hatte. Nach einer zehnmonatigen Belagerung gaben die Kaiserlichen im April 1233 schließlich diesen letzten Posten auf, Filangieri floh auf das Festland. Der sogenannte Lombardenkrieg war damit auf Zypern entschieden, die kaiserliche Autorität konnte hier nie wieder Fuß fassen, wenngleich erst auf dem Konzil von Lyon im Jahr 1247 der Papst die Krone Zyperns von jeder Vasallenpflicht gegenüber dem Kaiser entband.
Auf dem Festland, im Königreich Jerusalem, stagnierte der Krieg in den folgenden Jahren. Die Kaiserlichen setzten sich hier in Tyrus fest, während die Opposition der Barone sich in Akkon sammelte. Erst im Juli 1243 konnte Tyrus erobert und die Herrschaft Kaiser Friedrichs II. in Outremer endgültig beendet werden.